# Santa Maria Mediatrice alla Borgata Gordiani
Santa Maria Mediatrice alla Borgata Gordiani, även benämnd Santa Maria Mediatrice al Prenestino, är en kyrkobyggnad i Rom, helgad åt Jungfru Maria som Mediatrix. Kyrkan är belägen vid Via Cori i distriktet Borgata Gordiani i quartiere Prenestino-Labicano och tillhör församlingen Santa Maria Mediatrice.
Kyrkan förestås av Compagnie de Marie, en kongregation, grundad av Louis-Marie Grignion de Montfort år 1705.

## Historia
Kyrkan uppfördes år 1960 i tegel och armerad betong efter ritningar av arkitekten Carlo Stoppioni. Över högaltaret hänger ett stort krucifix. Här finns även ett konstverk i keramik, föreställande Den smärtorika Modern.

## Kommunikationer
- Tunnelbanestation Teano – Roms tunnelbana, linje
- Busshållplats Gordiani/Amalfi – Roms bussnät, linje 412